# ديفيد سيغال
ديفيد سيغال (بالإنجليزية: David Segal)‏ هو منافس ألعاب قوى بريطاني، ولد في 20 مارس 1937 في لندن في المملكة المتحدة.

## وصلات خارجية
- ديفيد سيغال على موقع اللجنة الأولمبية الدولية (الإنجليزية)
- ديفيد سيغال على موقع أوليمبيديا (الإنجليزية)
- ديفيد سيغال على موقع اللجنة الأولمبية البريطانية (الإنجليزية)
- ديفيد سيغال على موقع اتحاد ألعاب الكومنولث (مؤرشف) (الإنجليزية)